# Феррари, Карло (художник)
Карло Феррари (итал. Carlo Ferrari), прозванный Иль Феррарин (итал. Il Ferrarin; 30 сентября 1813, Верона, Королевство Италия — 28 января 1871, Верона, Королевство Италия) — итальянский живописец, писавший картины (в основном городские пейзажи) в стиле академизма.

## Биография
Родился в 1813 году в Вероне. После недолгого обучения в академии Чиньяроли в Вероне занялся копированием и реставрацией фресок в мастерской Пьетро Нанина. Дебютировал на выставке в Академии изобразительных искусств в Вероне в 1837 году серией картин с изображением сцен из жизни горожан. При создании серии он вдохновлялся фламандской живописью. В дальнейшем лучшие его работы были написаны в этом жанре. Полотна Феррари пользовались успехом у зрителей и признанием у критиков. Уже вскоре после дебюта прошло несколько его персональных выставок: в 1839 году в Академии Венеции, в 1840 году в университете Брешии и в 1844 году в галерее Брера в Милане.
Феррари был признан современниками одним из ведущих художников Вероны в период Реставрации. Он получал солидные заказы от городской аристократии и представителей австрийских властей, расположенных в Вероне. Этому содействовало и покровительство живописцу австрийского маршала Йозефа Радецкого, который приобрёл у него серию картин с изображениями Венецианской лагуны в духе пейзажной живописи XVIII века. Вершины международного признания и коммерческого успеха Феррари достиг около 1851 года, после посещения его выставки австрийским императором Францем Иосифом. Визит монарха привёл к заказам от зарубежных клиентов с очень высоким общественным статусом.

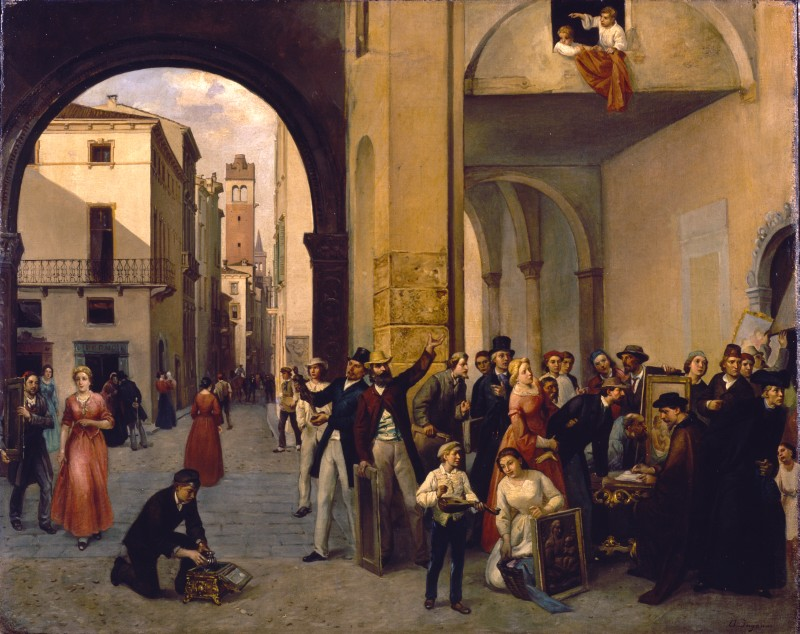
«Дары отечеству. Аукцион у Порта-Борсари в Вероне» (1865 / 1871). Холст, масло. 84,5 х 104 см. Собрание Фонда Каприоло, Милан

Для работ Феррари позднего периода характерна стилизация под ренессансную живопись с авторской технологией, которая сформировалась под влиянием его контактов с коллекционером Чезаре Бернаскони.
Феррари умер в родном городе в 1871 году. В 1898 году картины художника были представлены посетителям на Итальянской генеральной выставке в Турине.